# Heinrich Schrader (Musiker)
Heinrich Schrader (* 13. Juni 1844 in Jerxheim; † 30. Juli 1911 in Braunschweig) war ein deutscher Organist, Musikdirektor, Chorleiter und Musikpädagoge.

## Leben und Werk
Heinrich Schrader besuchte von 1862 bis 1865 das Lehrerseminar in Braunschweig. Er absolvierte anschließend sein Musikstudium am Stern’schen Konservatorium in Berlin, unter anderem bei Friedrich Kiel. Nach seiner Rückkehr nach Braunschweig wirkte er ab 1869 als Organist an der St.-Andreas-Kirche, bevor er 1882 zum Hof- und Domorganisten am Braunschweiger Dom ernannt wurde. Parallel dazu lehrte er ab 1882 bis zu seinem Eintritt in den Ruhestand im Jahr 1904 als Musikpädagoge am Herzoglichen Lehrerseminar.
Prinzregent Albrecht ernannte Schrader 1886 zum Herzoglichen Musikdirektor. Im Jahr 1901 wurde ihm der Professorentitel verliehen.
Besonders die Förderung der Chormusik war Schrader ein großes Anliegen. So leitete er ab 1873 den Männergesangverein „Euterpe“ und gründete 1879 den Schrader’schen A-capella-Chor, der als gemischter Chor teilweise über 200 Mitglieder hatte und deutschlandweit bekannt war. Er komponierte zahlreiche Orgel- und Chorwerke, insbesondere für Männerchor, sowie Lieder.
Schrader engagierte sich sehr für Wohltätigkeit, indem er Benefizkonzerte veranstaltete oder seine Konzerteinnahmen für soziale Zwecke spendete. Er starb am 30. Juli 1911 nach längerer Krankheit. Seine Grabstätte befindet sich auf dem Hauptfriedhof Braunschweig.

## Kompositionen (Auswahl)
Lieder
- Es haben zwei Blümlein geblühet. Wildt, Dortmund [1950].
- Kein Lieb, kein Lenz. Wildt, Dortmund [1950].
- Vagantenlied. Wildt, Dortmund [1950].
- Vier Lieder für eine Singstimme mit Begleitung des Pianoforte op. 12. Bauer, Braunschweig um 1900.

## Auszeichnungen
- Verleihung des Professorentitels
- 1904: Ritterkreuz zum Orden Heinrich des Löwen[6]